# Stanisłau Hładczenka
Stanisłau Alaksandrawicz Hładczenka (biał. Станіслаў Аляксандравіч Гладчэнка; ur. 14 września 1994 w Mińsku) – białoruski narciarz dowolny, specjalizujący się w skokach akrobatycznych, dwukrotny olimpijczyk.

## Kariera
Pierwszy raz na arenie międzynarodowej pojawił się 1 kwietnia 2006 roku w Czusowoju, gdzie w zawodach FIS Race zajął dziewiąte miejsce w skokach akrobatycznych. W 2012 roku wystartował na mistrzostwach świata juniorów w Valmalenco, zajmując czternaste miejsce. Podczas rozgrywanych rok później mistrzostwach świata juniorów w Valmalenco był dziewiąty. W 2015 roku wystąpił na mistrzostwach świata w Kreischbergu, gdzie był szesnasty. Dwa lata później, na mistrzostwach świata w Sierra Nevada był piąty. Wziął też udział w igrzyskach olimpijskich w Pjongczangu w 2018 roku, gdzie zajął szóstą pozycję. W zawodach Pucharu Świata zadebiutował 25 lutego 2012 roku w Mińsku, zajmując jedenaste miejsce w skokach. Tym samym już w swoim debiucie zdobył pierwsze pucharowe punkty. Na podium zawodów pucharowych po raz pierwszy stanął 3 lutego 2017 roku w Deer Valley, zajmując drugie miejsce. Rozdzielił tam Chińczyka Qi Guangpu i Stanisława Nikitina z Rosji. Wziął udział w igrzyskach olimpijskich w Pekinie w 2022 roku, gdzie był szósty w drużynie i jedenasty indywidualnie.

## Osiągnięcia

### Igrzyska olimpijskie
| Miejsce | Dzień     | Rok  | Miejscowość | Konkurencja              | Zwycięzca           |
| ------- | --------- | ---- | ----------- | ------------------------ | ------------------- |
| 6.      | 18 lutego | 2018 | Pjongczang  | Skoki akrobatyczne       | Ołeksandr Abramenko |
| 6.      | 10 lutego | 2022 | Pekin       | Skoki akrobatyczne druż. | Stany Zjednoczone   |
| 11.     | 16 lutego | 2022 | Pekin       | Skoki akrobatyczne       | Qi Guangpu          |

### Mistrzostwa świata
| Miejsce | Dzień       | Rok  | Miejscowość   | Konkurencja        | Zwycięzca       |
| ------- | ----------- | ---- | ------------- | ------------------ | --------------- |
| 16.     | 15 stycznia | 2015 | Kreischberg   | Skoki akrobatyczne | Qi Guangpu      |
| 5.      | 10 marca    | 2017 | Sierra Nevada | Skoki akrobatyczne | Jonathon Lillis |

### Puchar Świata

#### Miejsca w klasyfikacji generalnej
- sezon 2011/2012: 187.
- sezon 2012/2013: 247.
- sezon 2013/2014: 134.
- sezon 2014/2015: 53.
- sezon 2015/2016: 31.
- sezon 2016/2017: 51.
- sezon 2017/2018: 68.

Od sezonu 2020/2021 klasyfikacja skoków akrobatycznych jest jednocześnie klasyfikacją generalną.
- sezon 2020/2021: 26.
- sezon 2021/2022: 21.

#### Miejsca na podium w zawodach
1. Deer Valley – 3 lutego 2017 (skoki akrobatyczne) – 2. miejsce